# Charmadas
Charmadas, en grec ancien Χαρμάδας (-164/163 av. J.-C.-c. - 95 av. J.-C.) était un philosophe académicien, disciple de Clitomaque, élève de Carnéade. Cicéron dit de lui qu’il avait une éloquence remarquable, et qu’il était doté d'une grande mémoire.
Ancien élève et compagnon de Philon de Larissa avant sa fuite pour Rome, il enseigna vers 110 av. J.-C. ; on sait que vers cette année-là, Crassus avait lu le Gorgias à Athènes, sous la direction de Charmadas. Ses opinions philosophiques furent similaires à ceux de son prédécesseur Philon : Charmadas et Philon sont à la base de la quatrième réforme de l'Académie.